# Stargarder Tor
Das Stargarder Tor in Neubrandenburg wurde in der ersten Hälfte des 14. Jahrhunderts im Stil der norddeutschen Backsteingotik errichtet. Die Toranlage besteht aus dem 18 Meter hohen feldseitigen Vortor, dem 24 Meter hohen stadtseitigen Haupttor, den sie verbindenden 40 Meter langen Zwingermauern sowie einem in die östliche Zwingermauer integrierten Fachwerkhaus, das ursprünglich als Zollhaus diente. Aufgrund des moorigen Untergrundes der Umgebung verzichtete man hier auf einen Zingel, wie er bei anderen Neubrandenburger Stadttoren vorhanden war. Zur Befestigungsanlage gehörten ursprünglich auch zwei vorgelagerte Mühlen, von denen nur noch die Lohmühle erhalten ist. Auf Höhe des Haupttores ist die Toranlage mit der Stadtmauer verbunden, wobei es beidseitig Mauerdurchbrüche gibt, die 1909 zur Erleichterung des Fußgängerverkehrs durchgeführt wurden.
Die Erbauungszeit des Haupttores konnte auf Grundlage dendrochronologischer Untersuchungen auf das Jahr 1311 bestimmt werden. Das Haupttor zeigt von der Stadtseite her neun Terrakotta-Figuren, Adorantinnen genannt, mit geöffneten Armen. Sie wurden vermutlich erst deutlich nach der Erbauung des Tores angebracht, da hinter der mittleren Figur ein, nur von innen sichtbares, zugemauertes Fenster vorhanden ist. Derartigen Schmuck mit acht Figuren trägt auch das Neue Tor. Über Symbolgehalt und Alter dieser Figuren ist nichts bekannt.
Im Vortor baute der Neubrandenburger Architekt Josef Walter im Zuge der von ihm geleiteten Sanierungsmaßnahmen an den Neubrandenburger Toranlagen eine Wohnung aus, die er bis zu seinem Tod 2007 bewohnte. Im Haupttor gibt es eine Ausstellung, die bei Stadtführungen besichtigt werden kann.
Die Namensbezeichnung „Stargarder Tor“ bezeichnet die Richtung der Ausfallstraße. Sie führt südwärts in Richtung des früheren Stargard (heute Burg Stargard). In alten Schriften wird das Tor vereinzelt auch als das Wendische oder Wanzkaer Tor bezeichnet.

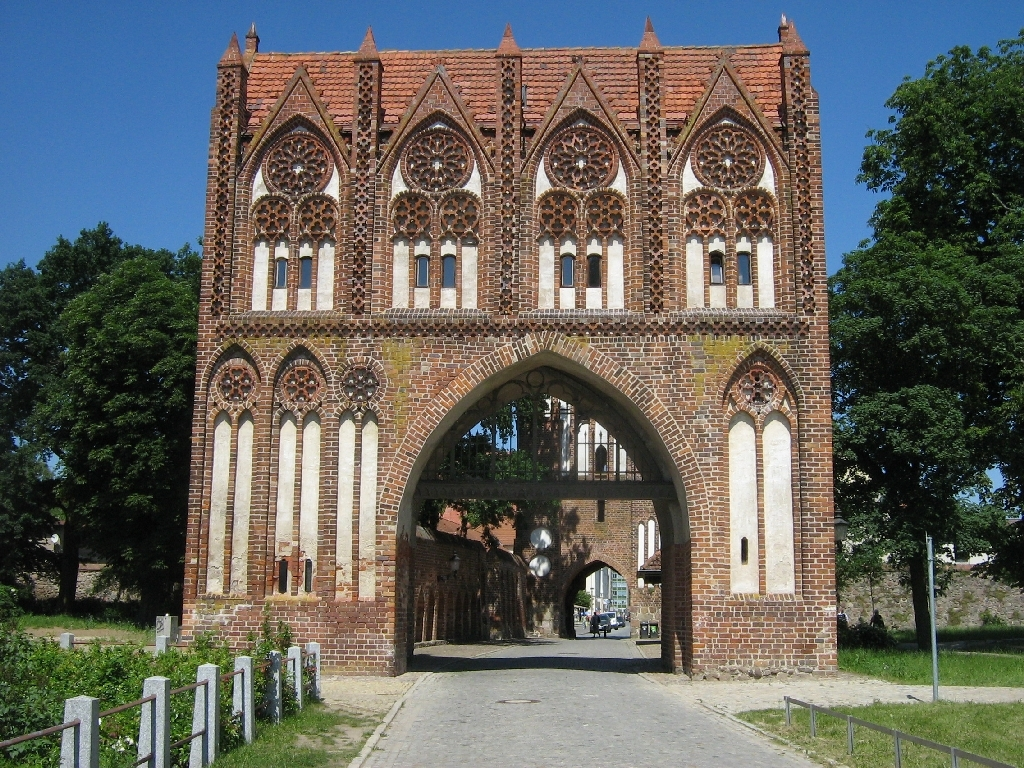
Stargarder Tor (Feldseite des Vortores)
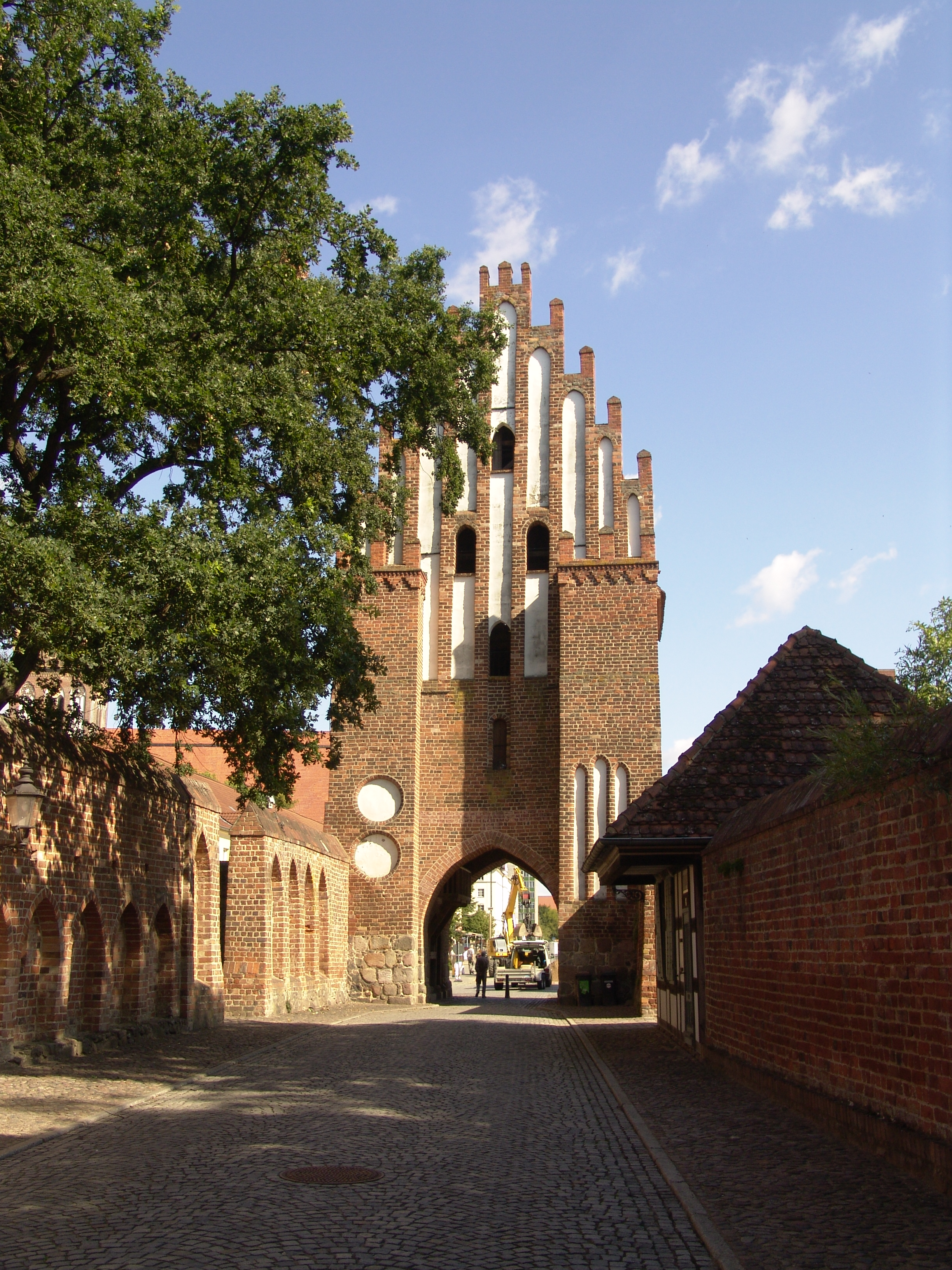
Haupttor und Zollhaus
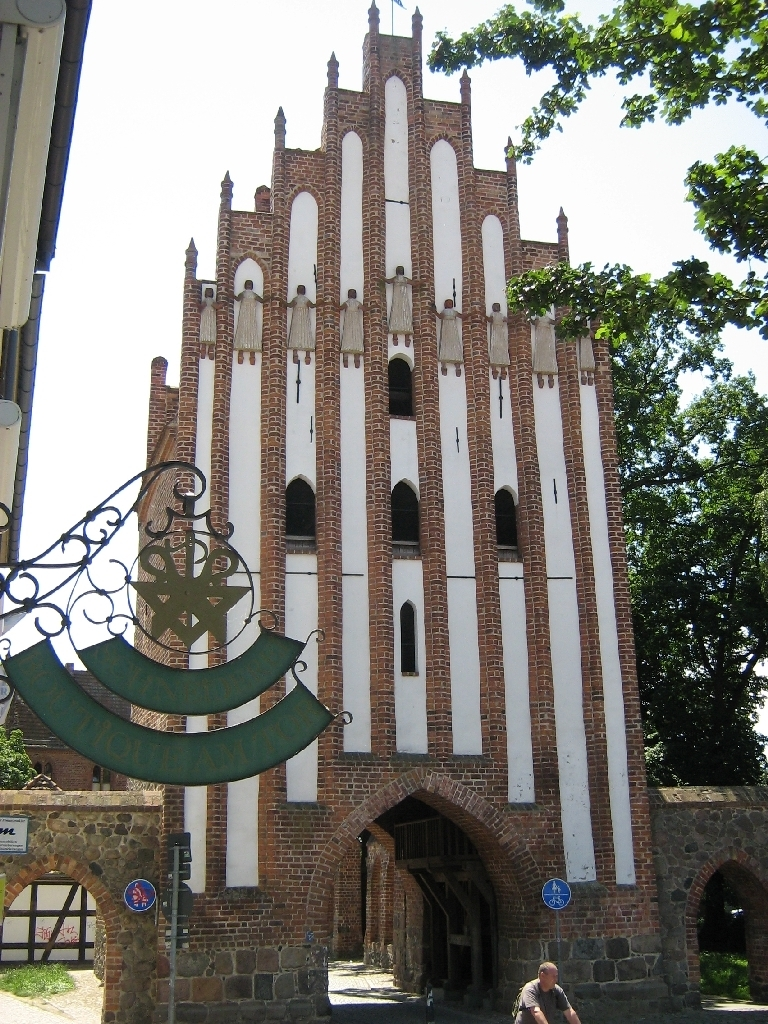
Stadtseite des Haupttores mit neun Terrakotta-Figuren
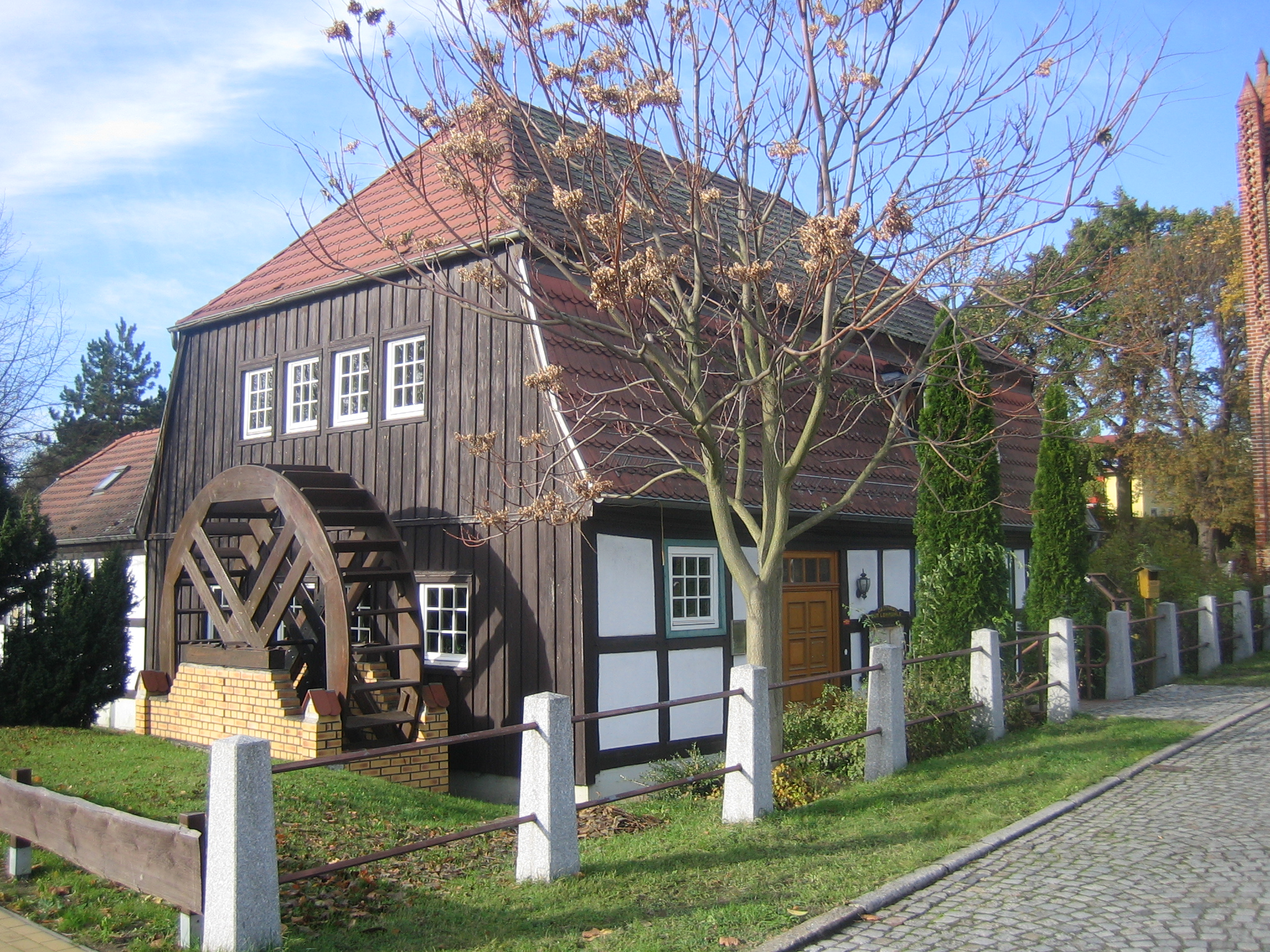
Vorgelagerte Lohmühle (heute Gasthaus)